# Vila Nova de São Bento
Vila Nova de São Bento é uma vila portuguesa, sede da antiga freguesia de Vila Nova de São Bento do Município de Serpa, freguesia que tinha 241,69 km² de área e 2.612 habitantes (censos 2021), e, por isso, uma densidade populacional de 11,44 hab/km² .

A freguesia foi extinta e agregada à freguesia de Vale de Vargo, criando-se a União das freguesias de Vila Nova de São Bento e Vale de Vargo.
A povoação de Vila Nova de São Bento foi elevada à categoria de vila em 19 de Abril de 1988; até aí, chamava-se Aldeia Nova de São Bento.
O seu santo padroeiro é São Bento e as suas festas anuais alternam entre os meses de Maio e Setembro.

## População
| População da freguesia de Aldeia Nova de São Bento (1864 – 2011) | População da freguesia de Aldeia Nova de São Bento (1864 – 2011) | População da freguesia de Aldeia Nova de São Bento (1864 – 2011) | População da freguesia de Aldeia Nova de São Bento (1864 – 2011) | População da freguesia de Aldeia Nova de São Bento (1864 – 2011) | População da freguesia de Aldeia Nova de São Bento (1864 – 2011) | População da freguesia de Aldeia Nova de São Bento (1864 – 2011) | População da freguesia de Aldeia Nova de São Bento (1864 – 2011) | População da freguesia de Aldeia Nova de São Bento (1864 – 2011) | População da freguesia de Aldeia Nova de São Bento (1864 – 2011) | População da freguesia de Aldeia Nova de São Bento (1864 – 2011) | População da freguesia de Aldeia Nova de São Bento (1864 – 2011) | População da freguesia de Aldeia Nova de São Bento (1864 – 2011) | População da freguesia de Aldeia Nova de São Bento (1864 – 2011) | População da freguesia de Aldeia Nova de São Bento (1864 – 2011) | População da freguesia de Aldeia Nova de São Bento (1864 – 2011) |
| ---------------------------------------------------------------- | ---------------------------------------------------------------- | ---------------------------------------------------------------- | ---------------------------------------------------------------- | ---------------------------------------------------------------- | ---------------------------------------------------------------- | ---------------------------------------------------------------- | ---------------------------------------------------------------- | ---------------------------------------------------------------- | ---------------------------------------------------------------- | ---------------------------------------------------------------- | ---------------------------------------------------------------- | ---------------------------------------------------------------- | ---------------------------------------------------------------- | ---------------------------------------------------------------- | ---------------------------------------------------------------- |
| 1864                                                             | 1878                                                             | 1890                                                             | 1900                                                             | 1911                                                             | 1920                                                             | 1930                                                             | 1940                                                             | 1950                                                             | 1960                                                             | 1970                                                             | 1981                                                             | 1991                                                             | 2001                                                             | 2011                                                             | 2021                                                             |
| 2 771                                                            | 2 839                                                            | 3 317                                                            | 3 390                                                            | 4 192                                                            | 5 522                                                            | 7 181                                                            | 8 038                                                            | 8 842                                                            | 7 678                                                            | 5 406                                                            | 4 615                                                            | 3 799                                                            | 3 430                                                            | 3 072                                                            | 2 612                                                            |

Nos censos de 1864 a 1930 figura com o nome de Aldeia Nova. Pelo decreto lei nº 27.424, de 31/12/1936, a povoação passou a ter a atual designação.

## Lenda
Em Dezembro de 1640, em plena guerra da Restauração, levada a cabo pelos Portugueses para por fim ao domínio dos espanhóis, que durava há sessenta anos. A campanha arrastou-se por 27 anos, tendo por palco principal o Alentejo, visto as suas planuras serem propícias à acção da cavalaria, decisiva por essa época.
A lenda, por sua vez, fala-nos de uma jovem da Aldeia da Fonte do Canto, enamorada de um rapaz de uma Aldeia vizinha, Cabeço de Vaqueiros. Como este parecia não corresponder ao seu amor, a jovem acabou por aceitar o pedido de casamento dum soldado espanhol. Sabendo do casamento,  logo o jovem alentejano se apressou a declarar o seu amor e a prometer tudo fazer para se livrar dos espanhóis das duas aldeias. A jovem, por seu lado, invoca São Bento, por quem tinha grande crença, para que lhe valesse em tão grande aflição, temendo pela vida do seu amado.
O espanhol, repudiado, chama mais tropas e a luta surge sem tréguas entre os combatentes rivais: de um lado, os soldados liderados pelo espanhol preterido, do outro, um grupo formado por todos os homens das duas aldeias, chefiados pelo jovem alentejano, unidos da mesma intenção: derrotar os espanhóis e libertar as aldeias da Fonte do Canto e de Cabeça de Vaqueiros. A verdade, porém, é que a bravura dos portugueses, juntos na sua força e na sua coragem, conseguiu pôr em debandada as tropas espanholas. Logo o pensamento das gentes se voltou para São Bento. Para as preces que lhe haviam feito. "São Bento tinha concedido um milagre", era a opinião geral. Já o povo não quis separar as duas aldeias. Numa só, unidas, tinham lutado contra o inimigo, numa só continuaram a estar dali em diante. 
Que nome dar-lhe, então? Pensando um pouco, não era uma aldeia nova que nascia? Pois esse seria o seu nome: "Aldeia Nova" - a que acrescentaram "de São Bento" em honra e agradecimento ao Santo que os tinha ajudado a conquistar, pela fé, a paz e a liberdade.
Numa outra lenda, S. Bento apareceu a um crente, pessoa de posses da região, e comunicou-lhe que pretendia que erigissem uma igreja em sua homenagem. Essa pessoa mandou construir a igreja, e assim se fez, iniciou-se a construção de uma igreja na herdade da Abobada. Durante a construção da referida igreja todos os dias quando os construtores voltavam para iniciar os trabalhos as ferramentas não se encontravam lá, mas sim no local onde esta construída a Igreja de S. Bento, este facto repetiu-se varias vezes levando a que os obreiros erguessem a igreja na sua atual localização, estando o altar mor construído sobre o tronco da arvore onde S. Bento apareceu.

## Património e locais interessantes
- «A Igreja de S. Francisco»
- «A Igreja de S. Bento». (à entrada da vila, junto ao cemitério)
- «Capela de Nossa Senhora do Desterro - Herdade da Abóbada»
- «O "Depósito"». da água (em dia de procissão até ao Cruzeiro)
- «O Cruzeiro». (no Altinho, a 2 Km do cruzamento para Espanha)
- A Barragem do Facho (a 2 km na estrada para Serpa)
- A Barragem da Vareta (a 5 km do Cruzeiro)
- Os Barros da Ferradura (pouco antes de Vila Verde de Ficalho, estrada para Safara a 3Km a saída para o caminho de terra batida à esquerda na para a Herdade Pé-da-Serra)
- A-do-Pinto (Aldeia do Pinto a 5 km na estrada para Serpa)
- Crossodromo da atalaia (a 9 km da vila em direcção ao Cruzeiro)

## Festas e feiras
- Festa de S. Sebastião, festa essencialmente religiosa, realizada no dia 20 de Janeiro, dia de São Sebastião e que inclui procissão e oferendas de ramos de laranjas a S. Sebastião, bolos, frangos, leitões, etc. Para além da missa, tem lugar uma procissão e um leilão das oferendas.
- Festa das Santas Cruzes no início de Maio, inclui procissão (com rosmaninho espalhado no chão) ao Cruzeiro, onde há missa e por vezes garraida. Em diversas casas da vila é enfeitada uma divisão com a Santa Cruz, um altar em degraus coberto de tecido claro, normalmente com bordados e enfeitado com flores, figuras de culto e velas, culminado com a "Santa Cruz". Os visitantes são bem recebidos e canta-se à Santa Cruz.
- Feira anual no último fim de semana de Julho. A Feira foi criada em 1899 com a finalidade de manifestar a sua profunda adoração ao Santo Padroeiro desta freguesia.

## Gastronomia
- Mangotes da Aldeia Nova -  enchido de Porco de Raça Alentejana,  de fabrico artesanal,  servido no Natal e nas matanças dos porcos.

## Personalidades
Alguns nomes de naturais desta vila:
- Filipe La Feria (1945), encenador
- Manuel Soares Monge (1938) - Militar, antigo Governador Civil de Beja
- Monge da Silva, professor universitário
- Dinarte Branco, ator
- Rita Borralho, atleta Olímpica
- Silvestre Raposo
- João Carreira Bom (1945-2002), jornalista, cronista e contista
- Luís Guerreiro, Engenheiro, Filantropo, Filósofo e Cronista